# Dașkasan
Dașkasan (în azeră Daşkəsən) este un oraș din Azerbaidjan.